# Campeonato Mundial Femenino de Ajedrez 2018 (Ju-Tan)
El 41º Campeonato mundial femenino de ajedrez se desarrolló en mayo del 2018 en las ciudades de Shanghái y Chongqing. Esta edición enfrentó a la campeona del mundo Tan Zhongyi contra Ju Wenjun, ganadora de la serie de Grand Prix. En esta edición, Ju se proclamó campeona del mundo.

## Grand Prix
El Grand Prix consistió de un circuito de 6 campeonatos alrededor del mundo donde las mejores jugadoras del mundo se enfrentaban entre sí. De acuerdo a sus posiciones en dichos campeonatos, se les otorgaba una cierta cantidad de puntos. Al final de los seis campeonatos, los puntos de las mejores tres actuaciones se sumarían para determinar a la campeona. En esta edición, Ju fue la ganadora de este circuito, por lo que obtuvo el derecho de retar a Tan por el título.
| Pos. | Jugadora                  | Rating | Monte Carlo | Tehran | Batumi | Chengdu | Khanty-Mansiysk | Total |
| ---- | ------------------------- | ------ | ----------- | ------ | ------ | ------- | --------------- | ----- |
| 1    | Ju Wenjun                 | 2580   |             | 160,0  |        | 93,3    | 160,0           | 413,3 |
| 2    | Koneru Humpy              | 2557   | 120,0       | 70,0   |        | 145,0   |                 | 335,0 |
| 3    | Valentina Gunina          | 2525   |             | 45,0   | 160,0  |         | 82,0            | 287,0 |
| 4    | Alexandra Kosteniuk       | 2555   | 65,0        |        | 130,0  |         | 82,0            | 277,0 |
| 5    | Dronavalli Harika         | 2543   |             | 45,0   |        | 145,0   | 82,0            | 272,0 |
| 6    | Zhao Xue                  | 2508   |             | 120,0  | 70,0   | 60,0    |                 | 250,0 |
| 7    | Nino Batsiashvili         | 2489   |             | 15,0   | 100,0  |         | 130,0           | 245,0 |
| 8    | Anna Muzychuk             | 2561   | 30,0        |        | 100,0  | 93,3    |                 | 223,3 |
| 9    | Mariya Muzychuk           | 2532   | 120,0       |        | 40,0   | 60,0    |                 | 220,0 |
| 10   | Sarasadat Khademalsharieh | 2435   | 10,0        | 120,0  |        |         | 82,0            | 212,0 |
| 11   | Nana Dzagnidze            | 2507   | 50,0        | 85,0   | 70,0   |         |                 | 205,0 |
| 12   | Natalia Pogonina          | 2492   | 85,0        | 85,0   |        |         | 25,0            | 195,0 |
| 13   | Antoaneta Stefanova       | 2512   | 65,0        | 15,0   |        | 93,3    |                 | 173,3 |
| 14   | Hou Yifan                 | 2635   | 160,0       |        |        |         |                 | 160,0 |
| 15   | Olga Girya                | 2450   |             |        | 40,0   | 35,0    | 82,0            | 157,0 |
| 16   | Natalia Zhukova           | 2448   | 30,0        | 60,0   |        |         | 50,0            | 140,0 |
| 17   | Pia Cramling              | 2461   | 85,0        | 30,0   |        | 10,0    |                 | 125,0 |
| 18   | Bela Khotenashvili        | 2426   |             |        | 10,0   | 60,0    | 40,0            | 110,0 |
| 19   | Almira Skripchenko        | 2455   | 30,0        |        | 70,0   |         | 10,0            | 110,0 |
| 20   | Lela Javakhishvili        | 2461   |             |        | 40,0   | 35,0    | 25,0            | 100,0 |
| 21   | Elina Danielian           | 2444   |             |        | 20,0   |         |                 | 20,0  |
| 22   | Tan Zhongyi               | 2492   |             |        |        | 20,0    |                 | 20,0  |

## Tan vs. Ju
El Campeonato del mundo se disputó mediante un encuentro a 10 partidas donde la primera jugadora en obtener 5½ puntos sería consagrada campeona.
|             | Rtg. | 1 | 2 | 3 | 4 | 5 | 6 | 7 | 8 | 9 | 10 | Total |
| ----------- | ---- | - | - | - | - | - | - | - | - | - | -- | ----- |
| Tan Zhongyi | 2522 | ½ | 0 | 0 | 1 | 0 | 1 | ½ | ½ | ½ | ½  | 4½    |
| Ju Wenjun   | 2571 | ½ | 1 | 1 | 0 | 1 | 0 | ½ | ½ | ½ | ½  | 5½    |